# Alkanna galilaea
Alkanna galilaea är en strävbladig växtart som beskrevs av Pierre Edmond Boissier. Alkanna galilaea ingår i släktet Alkanna och familjen strävbladiga växter. Inga underarter finns listade i Catalogue of Life.